# لوكهيد إكس في-4 همنغبيرد
لوكهيد إكس في-4 همنغبيرد (Lockheed XV-4 Hummingbird، الطنان والمسمى في الأصل «في زي-10») كان مشروع للجيش الأمريكي لإثبات إمكانية إنتاج طائرات تقلع وتهبط عاموديا وتعمل كطائرة مراقبة وتحمل معدات اقتفاء أهداف. صممتها وبنتها شركة لوكهيد في 1960s، وهي واحدة من العديد من المحاولات لإنتاج نفاثات الإقلاع والهبوط العمودي القصير. أنتج منها نموذجان أوليان دمرا خلال حوادث.

## المواصفات
البيانات من Lockheed Aircraft since 1913
الخصائص العامة
- طاقم: 2
- طول: 32 قدم 8 بوصة (9.96 م)

XV-4B  32.66 قدم (10 م)
- باع الجناح: 25 قدم 8 بوصة (7.82 م) :::XV-4B  25.66 قدم (8 م)
- ارتفاع: 11 قدم 9 بوصة (3.58 م) :::XV-4B  12.25 قدم (4 م)
- مساحة الجناح: 104.00 قدم2 (9.662 م2)
- الوزن فارغة: 4,995 رطل (2,266 كـغ) :::XV-4B  7,463 قدم (2,275 م)
- الوزن الإجمالي: 7,200 رطل (3,266 كـغ) :::XV-4B  12,580 قدم (3,834 م)
- محركات: 2 × Pratt & Whitney JT12A-3LH turbojet, 3,300 رطلق (15 كـن) thrust الواحد take-off thrust[3]
- محركات: 6 × General Electric J85-GE-19 turbojets, 3,015 رطلق (13.41 كـن) thrust  الواحد XV-4B only, 4 for lift,2 for horizontal flight

أداء
- السرعة القصوى: 518 ميل/س؛ 450 عقدة (833 كم/س) at 10,000 قدم (3,048 م)

XV-4B  463 ميل/س (745 كم/س)
- سرعة العبور: 390 ميل/س؛ 339 عقدة (628 كم/س)
- مدى: 600 ميل؛ 521 nmi (965 كـم) normal
- VTO range: 600 ميل (966 كـم)
- معدل الصعود: 12,000 قدم/د (61 م/ث)
- الحمل على الجناح: 69.2 رطل/قدم2 (338 كـغ/م2)
- الدفع/الوزن: 1.176 lb/lbst (0.0115 kg/kN)

XV-4B 1.43 lb/lb (0.014 kg/kN)

## وصلات خارجية
- VSTOL.org عجلة